# Markus Öhrn
Markus Joakim Öhrn, född 28 december 1972, är en svensk videokonstnär och teaterregissör.
Öhrn växte upp i Råneå i Luleå kommun och i Niskanpää i Tornedalen. Efter konstutbildning på Konstfack i Stockholm med examen 2008 har han under en tioårsperiod arbetat med teater med bas i Berlin, huvudsakligen med teaterproduktioner i olika europeiska länder. Han har bland annat arbetat för teatergruppen Institutet i Malmö. 
Öhrns första teaterregiarbete var Conte d’Amour, som hade premiär i Berlin i maj 2010. Den sattes upp i samarbete mellan teatergruppen Institutet, den finländska gruppen Nya Rampen och Ballhaus Ost i Berlin.
Öhrn är sedan 2018 konstnärlig ledare för teatergruppen Institutet, som 2018/2019 flyttade från Malmö till Vitsaniemi i Övertorneå kommun. Han är bosatt i Färila.

## Teater

### Regi (ej komplett)
| År   | Produktion       | Upphovsmän                      | Teater   |
| ---- | ---------------- | ------------------------------- | -------- |
| 2025 | Fem scener Norén | Lars Norén Urval av Markus Öhrn | Dramaten |